# Crumuscus
Crumuscus là một chi rêu trong họ Ditrichaceae.